# Pécseli Király Imre
Péczeli Király Imre (Pécsely, 1590 körül – Érsekújvár, 1641 körül) református lelkész. Névvariánsok: Péczely; Péczeli.

## Élete
Miután három évig Komáromban iskolaigazgató volt, 1609. május 30-án a heidelbergi egyetemre iratkozott be, ahol többek között Samarjai Máté János és Kanizsai Pálfi János voltak diáktársai. Hazatérve, 1611-ben már újra előbbi állásában működött, míg 1615-ben ugyancsak Komáromban lelkész, később egyúttal alesperes lett. 1622-ben vagy 1624-ben Érsekújvárra ment papnak, itt a komjáti egyházmegye csakhamar esperessé választotta. 1635-ben még ott működött. Valószínűleg 1641 körül halt meg.

## Munkái
- De veritatibus et falsitatibus Bellarmini circa Canonem. S. Scriptorum Libr. p. I. de verbo dei aperto. Heidelbergae, 1609. 389-396. l.
- De vanitatibus Bellarmini circa controversiam de Sacramento baptismi et de confirmatione Libro I. et II. de baptismo. Uo. 1609. 503-510. l.
- De vanitatibus Bellarmini circa controversiam de necessitate et justitia operum Libro IV. de justitia. Uo. 1610. 598-605. l.
- De baptismo. Uo. 1610. 773-777. l.
- Isagoges Rhetoricae Libri Duo: Quorum prior de Inventione & Dispositione: posterior vero de Elocutione agit. In usum Scholae Komaromiensis ex Aristotele, Cicerone, Quintiliano & aliis quibusdam vetustis ac novis autoribus breviter adornati & perspicuis ac familiaribus exemplis ita passim illustrati, ut contineant, cum utilem ipsorum praeceptorum explicationem, tum facilem eorundem usum sive praxim, Tyronibus Eloquentiae primo & apprime necessariam. Opera & studio Emerici Regii Peczelii. Oppenhemio, M.DC.XII. (Tertia editio, prioribus longe auctior & emandatior. Noribergens. 1639.).
- Consilium Ecclesaie Catholicae Doctorum super ista Quaestione: An homo Christianus possit & debeat se cognominare Lutheranum vel Calvinistam ad Religionem puram ab impurâ recte discendendam? Collectum ab ... Cassoviae, 1621. (E művére vagy talán ennek magyar kiadására válaszolt Zvonarics György «Rövid felelet»-ében).
- Abecedarium Latino-Hungaricum. Papa, 1631. (II. kiadás).
- Catechismus, az az: A Keresztyeni Tudomannak Fundamentomirol es agairol valo rövid Tanitas. Lőcse, 1635. (Végén: Egynehany szep Isteni Dicseretek, Mellyeket a Catechismusnak tanulasakor mondhatni).
- Pécseli Király Imre, Miskolczi Csulyak István és Nyéki Vörös Mátyás versei; sajtó alá rend. Jenei Ferenc et al., dallamok összeáll. Papp Géza; Akadémiai, Bp., 1962 (Régi magyar költők tára, XVII. század)

Balassa Bálintnak Istenes Énekei ... c. munkában a 291-370. l. Pecseli Kiraly Imrenek Ednehány szép Énekei.
Gyászverset írt 1610-ben Ujfalvi Katona Imre halálára: Tractatvs De Patrvm ... Francofurti, 1611. c. és magyar üdvözlő verset Csene Péter, Confessio ... Oppenheim, 1616. c. munkákba.